# De Korenaar (Stad aan 't Haringvliet)
De Korenaer is een korenmolen, gelegen aan de Molendijk in Stad aan 't Haringvliet, in de Nederlandse provincie Zuid-Holland. De molen is in 1746 gebouwd als vervanging van een eerdere standerdmolen. Tegenwoordig bevindt zich in de molen 1 koppel maalstenen, waarmee meestal zaterdags graan wordt gemalen. De molen was tot 1958 in bedrijf en raakte in verval. De toenmalige gemeente Stad aan 't Haringvliet kocht De Korenaer in 1965 en heeft de molen in 1969/1971 laten restaureren. Sinds 1988 is De Korenaar eigendom van de Molenstichting Goeree-Overflakkee.

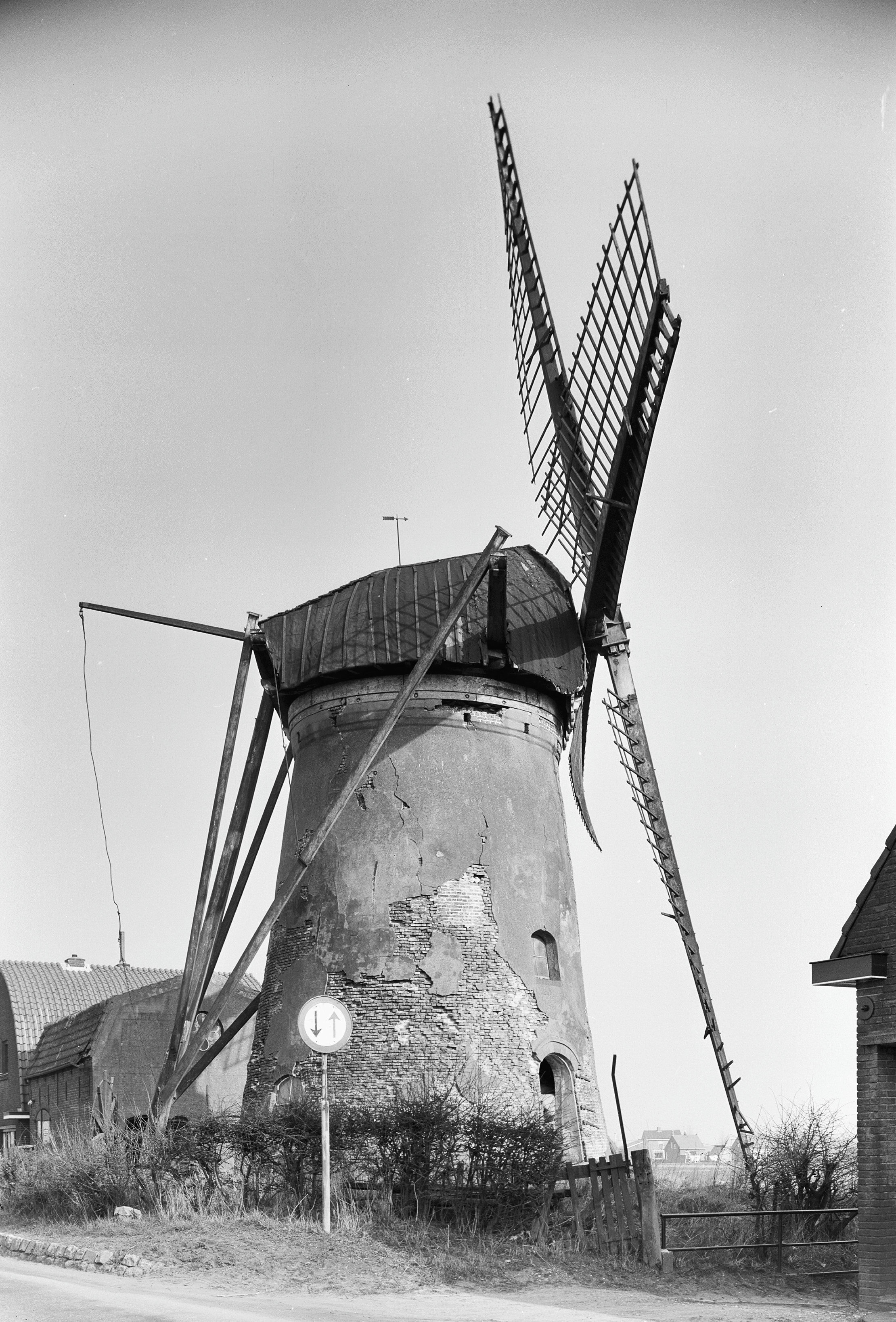
De Korenaer in 1968
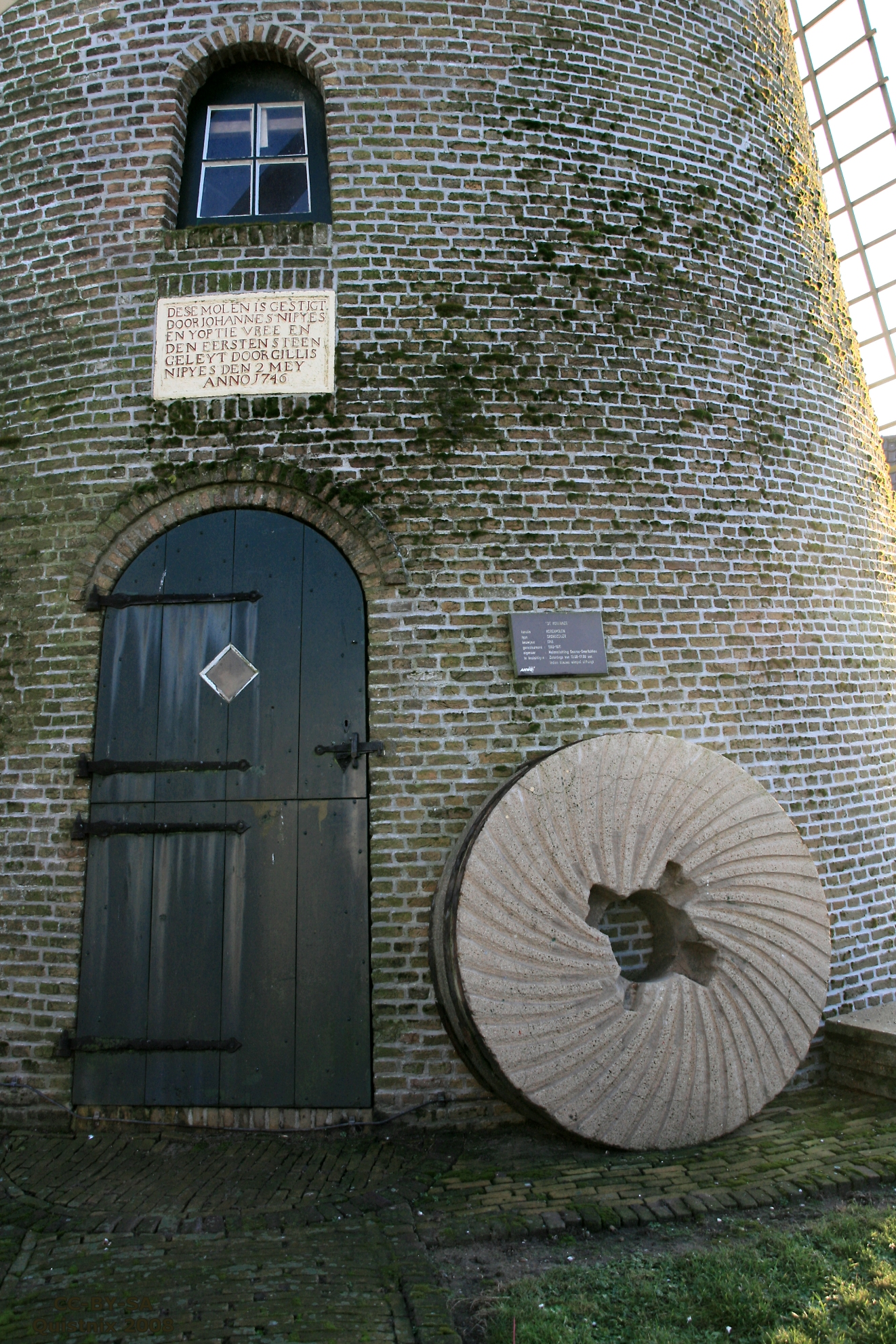
De ingang (2008)
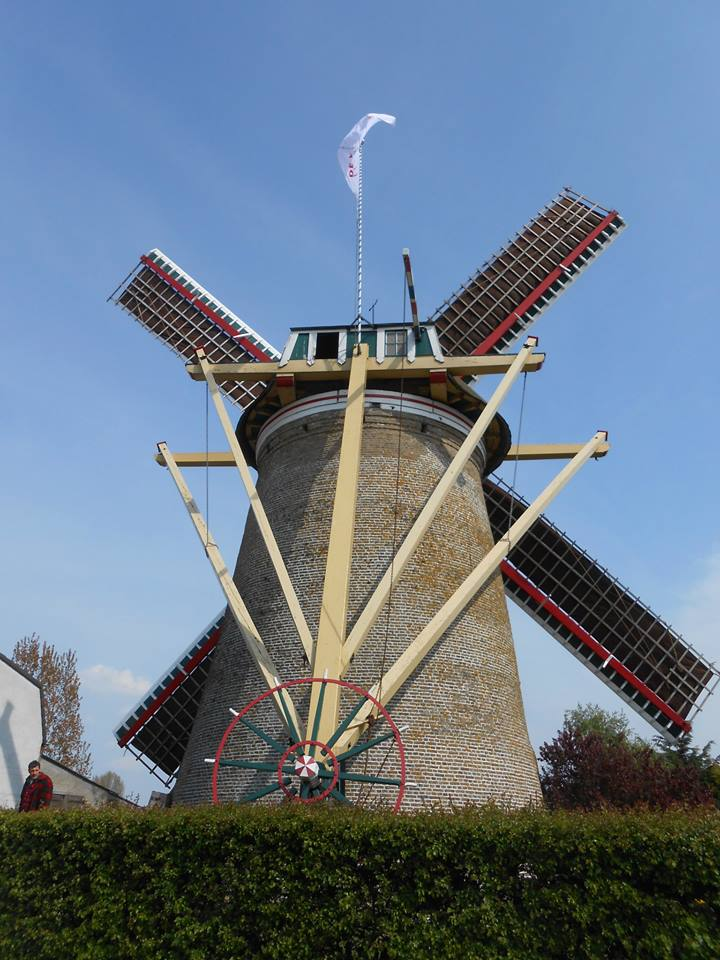
De Korenaer met volle zeilen (2015)
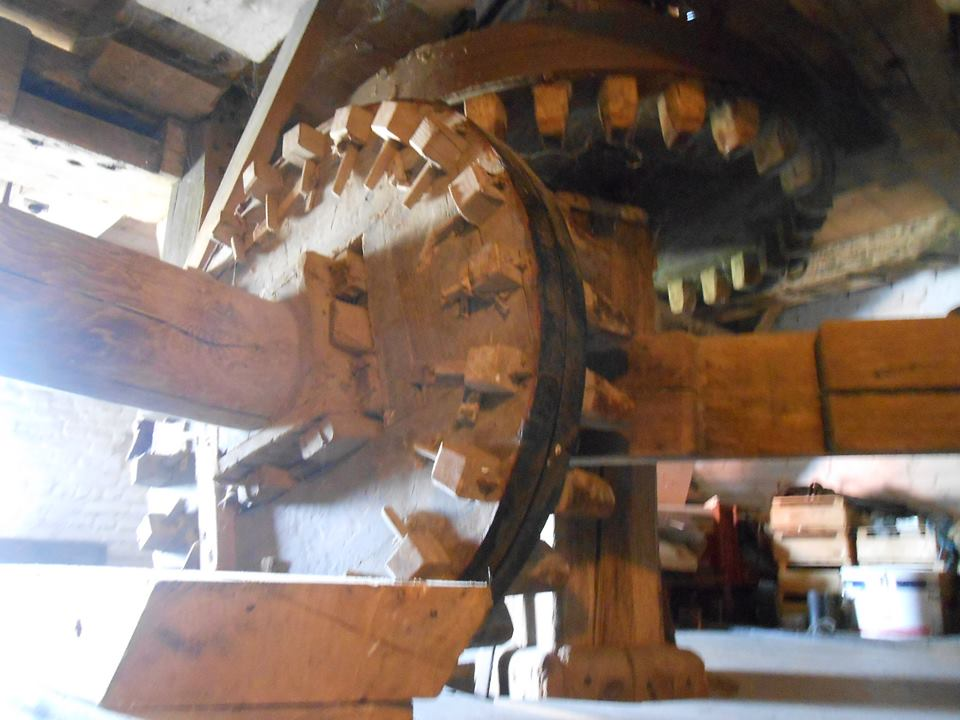
Luizolder Korenaer (2015)

De Bommelaer ·
De Dankbaarheid ·
De Eendracht ·
De Hoop ·
De Korenbloem ·
d'Oranjeboom ·
De Korenaar ·
Korenlust ·
De Korenbloem ·
Windlust ·
Windvang ·
De Zwaan

Molenstichting Goeree-Overflakkee